# Guerra moderna
Le origini della guerra moderna sono da rintracciarsi nella guerra totale e nella diffusione delle armi nucleari, che prefigurano l'eventualità della devastazione globale del pianeta. L'opposto tipo di guerra moderna è il conflitto a bassa intensità, un fenomeno ampiamente documentato dopo la seconda guerra mondiale, tipicamente nella forma delle guerre per procura (in inglese proxy war), combattute nei confini "regionali" in senso geostrategico, con l'impiego delle cosiddette "armi convenzionali", tipicamente combinate con tattiche di guerra asimmetrica e uso applicato di intelligence.

## Natura della guerra

### Guerra aerea

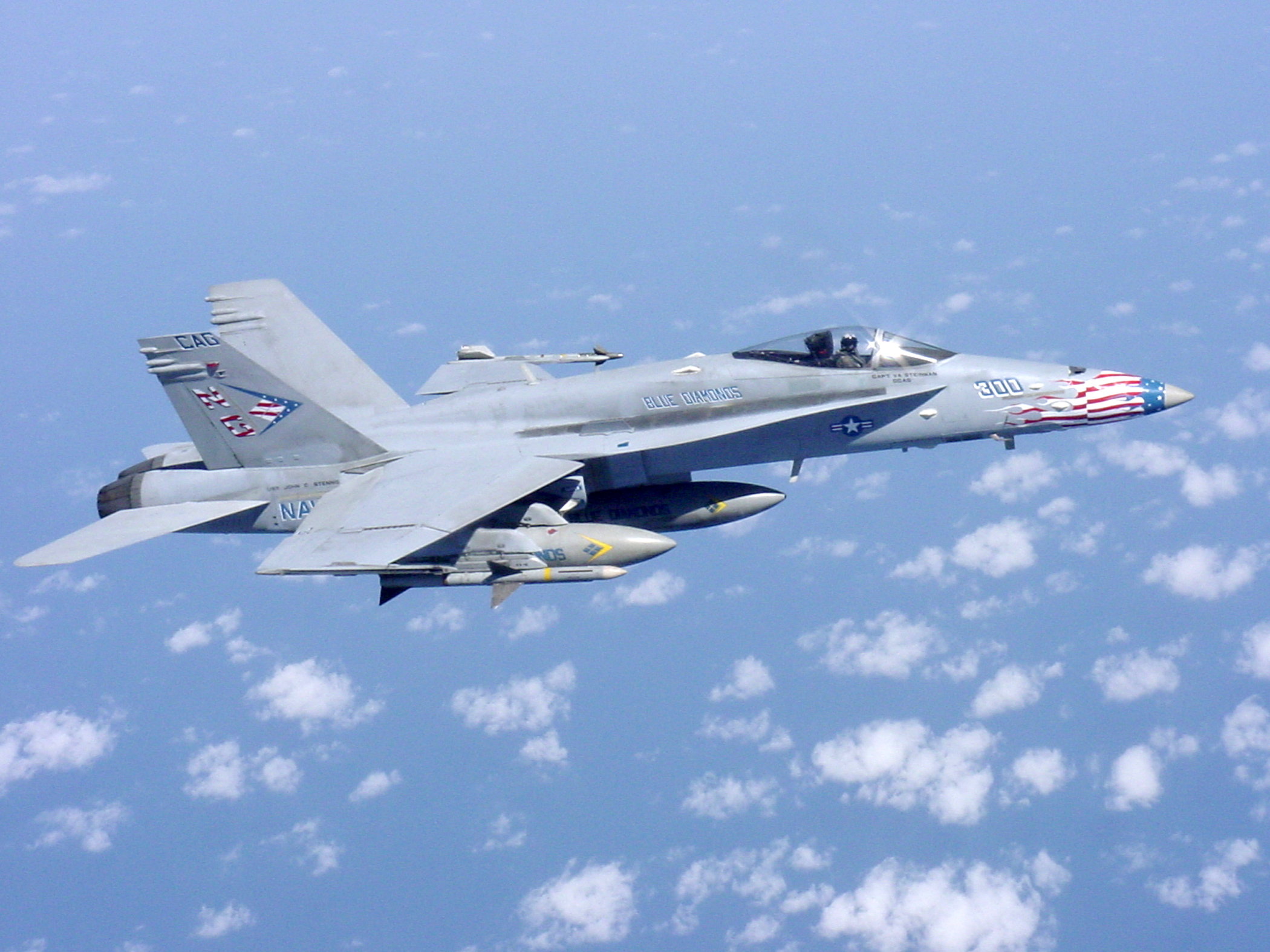
Il cacciabombardiere multiruolo McDonnell Douglas F/A-18 Hornet

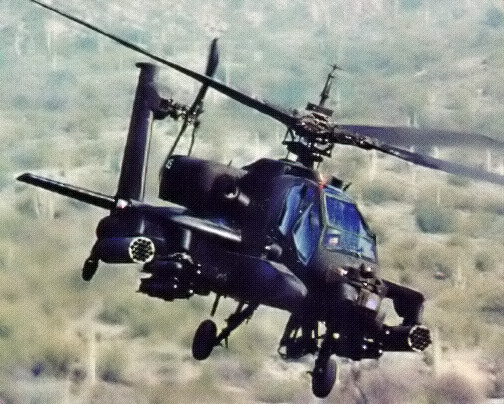
Elicottero da attacco Hughes AH-64 Apache

La guerra aerea è una delle vie più efficaci per distruggere i nemici con il minimo rischio. È stato detto più volte che essa è il vero fattore cruciale in una guerra o in una battaglia. Dominando l'aria, si ha facile e rapido accesso ad aree diverse, ed al contempo si possono attaccare tutti gli aspetti delle infrastrutture, o delle risorse militari propriamente dette, del nemico, siano esse navali, terrestri o aeree.
L'aspetto strategico (ossia risolutivo) della superiorità aerea è stato dimostrato dagli Alleati sul fronte occidentale (1944-1945): Erwin Rommel non poteva manovrare scopertamente le proprie forze, poiché sarebbero state annientate dall'aviazione alleata.
Secondo la dottrina NATO pur disponendo ambedue i contendenti di armi contraerei e di missili terra-aria, tali mezzi sono limitati dal fatto di essere posti al suolo. Per "acquisire come bersaglio" e successivamente distruggere i velivoli avversari, si fa largo uso di computer e radar. Dal canto suo, l'aviazione risponde all'attacco con un ampio ventaglio di contromisure elettroniche: chaff, flare, decoy, radar jamming. Si fa anche ricorso ad armi materialmente distruttive come ad esempio l'AGM-88 HARM.
In ultima analisi, la scelta migliore è combattere il fuoco con il fuoco: da questo punto di vista, nessun mezzo di difesa supera gli aerei da caccia.
La dottrina sovietica (e quelle da essa derivata) era leggermente differente, pur ponendo grande enfasi sulla capacità della propria aviazione di distruggere quella avversaria negli aeroporti e sui caccia (anche leggeri) per intercettare e distruggere attraverso una continua usura le forze nemiche, postulava una difesa contraerea capace di negare al nemico la capacità di attaccare il territorio, le retrovie e persino la linea di fronte dell'esercito, o almeno a condizionarne le operazioni negandogli l'utilizzo di alcune quote. 
Una parte considerevole delle forze di caccia avrebbe agito di conserva alla difesa missilistica e alla contraerea più convenzionale, mentre numerosi sistemi antiaerei avrebbero accompagnato le truppe meccanizzate e corazzate nel territorio nemico. Esempi di questa dottrina furono impiegati durante la guerra dello Yom Kippur e durante il conflitto vietnamita, nel primo caso anche con un certo successo offensivo (almeno nei primi, importantissimi, due giorni) infliggendo severe perdite all'aeronautica israeliana, mentre nel secondo esclusivamente difensivo, permettendo però alle forze aeree vietnamite di impegnare i loro pochi caccia (spesso ancora subsonici Mig 17) solo in condizioni di relativa superiorità. Durante gli anni settanta-novanta le forze aeree occidentali, e in particolare quelle USA, oltre all'aviazione israeliana, riuscirono a sviluppare armi e tattiche anti radar capaci di modificare a vantaggio dell'aviazione questa situazione, ma la possibilità di ottenere un'efficace difesa antiaerea utilizzando prevalentemente sistemi di artiglieria contraerea missilistici o convenzionali, non è ancora stata completamente smentita dai fatti ed è tuttora sviluppata da alcune nazioni come l'Iran.
Vi sono tre tipi di controllo aereo: parità aerea, superiorità aerea e supremazia aerea.
- Parità aerea è la forma più bassa di controllo aereo. Implica un controllo che riguarda solo lo spazio aereo al di sopra delle posizioni occupate da truppe amiche.
- Superiorità aerea è il secondo gradino del controllo aereo, significa avere una situazione più favorevole di quella avversaria.
- Supremazia aerea è la condizione migliore, che presuppone il totale dominio dei cieli.

Un esempio storico di supremazia aerea si rinviene nella Seconda guerra mondiale: nel 1941, la Gran Bretagna aveva solo una parità aerea sulla Germania, mentre la Germania vantava la superiorità aerea sulla maggior parte dell'Europa occidentale. Nel 1944, tuttavia, gli alleati avrebbero avuto la supremazia sull'Europa dell'ovest. Durante la Guerra del Vietnam, l'America aveva solo la superiorità aerea sul Vietnam del Nord, poiché l'Esercito Popolare del Vietnam  dispiegava un'efficace resistenza a dispetto dei pesanti bombardamenti cui era sottoposto. Nella guerra dei Sei Giorni Israele raggiunse la supremazia aerea grazie all'annientamento delle forze aeree arabe con un attacco a sorpresa delle loro basi. Durante la Guerra del Golfo e i conflitti relativi, l'America aveva la supremazia aerea grazie all'addestramento ed agli aerei, tutti elementi che mancavano al nemico. La dottrina tattica americana prevede che l'aviazione protegga le forze terrestri da minacce aeree. Questo è il motivo per cui gli USA adoperano due tipi principali di missili terra-aria: lo Stinger (spalleggiabile ed in pratica adatto quasi esclusivamente contro gli elicotteri e gli aerei da trasporto) ed il Patriot. Al contrario, vi sono eserciti (ad esempio, quello russo) che hanno molti tipi di missili terra-aria, di lungo, medio e corto raggio.
I velivoli logistici rappresentano il trasporto tattico e strategico, anche se all'apparenza non fanno altro che trasferire enormi pesi. Nella prima Guerra del Golfo i carri M1 Abrams furono spediti via mare invece che per via aerea. Di pari importanza sono gli aerei per il rifornimento in volo (come il Boeing KC-135 Stratotanker) che espandono il raggio di azione dei caccia. Aerei speciali da appoggio, quali il Fairchild-Republic A-10 Thunderbolt II ed il Lockheed AC-130 Spectre garantiscono il supporto aereo ravvicinato alle truppe (terrestri).
I caccia hanno un grande punto debole. Possono atterrare solo negli aeroporti per rifornirsi di carburante e munizioni. Tali aeroporti sono dei "colli di bottiglia ideali" del sistema militare, e possono essere facilmente individuati e resi inservibili. Debbono quindi essere protetti, il che costituisce la vitale missione dell'Airborne Warning and Control System. Ma questo significa che un'efficace azione di bombardamento può spazzare via una forza aerea prima ancora che abbia avuto la ventura di solcare i cieli. Contromisure quali hangar corazzati o aeroporti sotterranei possono essere utilizzate fruttuosamente, ma non in tutte le condizioni. Munizioni guidate di precisione possono avere la meglio su tali difese, ma sarebbero per lo più alla portata delle tecnologiche potenze occidentali. Le potenze orientali privilegerebbero di regola la quantità sulla qualità, affidandosi a bombardamenti a tappeto.
Un'ulteriore conseguenza di questo "tallone d'Achille" è lo sviluppo di aerei V/STOL quale il famoso Harrier britannico. Sono mezzi in grado di riarmarsi e rifornirsi praticamente ovunque, ma a scapito di manovrabilità e velocità, pertanto sono adatti più che altro al supporto aerotattico. Poiché i jet sono molto costosi, nella maggior parte dei casi sono multiruolo, come il McDonnell Douglas F/A-18 Hornet, che può svolgere missioni di caccia, bombardamento, ricognizione, e supporto tattico ravvicinato. La guerra elettronica è ampiamente utilizzata, soprattutto nell'attività di "caccia", ma anche nel bombardamento aereo vi si ricorre comunemente, specie per neutralizzare e/o distruggere la difesa aerea antagonistica.
Questa azione è la peculiarità degli aerei SEAD e Wild Weasel. Tali aerei si offrono come esca al nemico, che li "punta" con i propri radar, i quali diventano paradossalmente il bersaglio per i velivoli specializzati nel contrasto alla difesa aerea. A quel punto, l'aereo attaccante può "confondere" (il già ricordato jamming) o distruggere il radar usando un missile antiradar. A propria volta, la postazione antiaerea può tentare di abbattere l'attaccante. Il più delle volte ha luogo una sorta di duello silenzioso tra Electronic Warfare Officer sull'aereo ed il suo equivalente terrestre.
Gli elicotteri sono una risorsa molto importante, a partire dal loro esordio che risale alla Seconda guerra mondiale, anche se il loro vero potenziale si è pienamente manifestato nella Guerra del Vietnam. La loro capacità di levitazione elimina la necessità degli aeroporti. Al contempo, si tratta di una caratteristica che esalta l'attitudine all'appoggio aerotattico. Gli eserciti moderni impiegano gli elicotteri con le unità di manovra dotate di carri armati e veicoli trasporto truppe per fornire maggior potenza di fuoco. Sono inoltre preziosi per l'enorme flessibilità tattica che concedono al comandante, rendendo possibili fulminei trasferimenti verso i punti deboli sul terreno, che di conseguenza ricevono tempestivi rinforzi. Con gli elicotteri da trasporto è agevole dislocare uomini e materiali, spesso addirittura oltre le linee nemiche. Ciò conduce ad una manovra chiamata aggiramento verticale. Possono essere utilizzati per infiltrare forze speciali, specie per operazioni di ricognizione speciale. Svolsero un ruolo fondamentale nei combattimenti tipo guerriglia e guerra asimmetrica in Vietnam, ove il terreno favoriva la resistenza, ma tale vantaggio veniva colmato proprio dall'ala rotante. Poiché si trattava di guerra asimmetrica, gli elicotteri scorrazzavano liberamente senza incontrare resistenze in cielo. Senza di loro, rifornimenti e movimento delle truppe sarebbero stati pressoché impossibili.
Durante gli anni settanta furono sviluppate nuove armi, come i missili a guida infrarossa portatili Stinger e Strela, capaci con un costo basso, di interdire o usurare il potenziale di infiltrazione degli elicotteri, inoltre le unità corazzate del patto di Varsavia si dotarono di mezzi corazzati dotati di cannoni (tra i 57 e i 23 mm) capaci di abbattere a grande distanza gli elicotteri. Il peso degli elicotteri nella guerra aerea simmetrica è quindi diminuito, mentre in quella asimmetrica, a patto che la forza attaccata non sia rifornita di missili anti aerei spalleggiabili (come la resistenza afgana dalla CIA negli anni ottanta), continuano ad essere mezzi eccezionalmente efficaci.

### Guerra asimmetrica
Una situazione militare in cui due belligeranti di forza molto diseguale interagiscono e traggono vantaggio delle rispettive forze e debolezze. Questa interazione spesso implica strategie e tattiche eccedenti la guerra convenzionale, frequentemente definite terrorismo.

### Spazio di battaglia
La nozione di spazio di battaglia (battlespace) indica una strategia unificata per integrare e combinare le forze armate in relazione al teatro delle operazioni, comprendente le varie tipologie di guerra: aerea, di informazione, terrestre, navale e spaziale.
Abbraccia idealmente l'ambiente, i fattori e le condizioni che vanno compresi per una condotta efficace dell'azione di comando, la protezione degli effettivi, il compimento della missione. Vi rientra la conoscenza delle forze proprie e di quelle nemiche; le strutture; le condizioni meteorologiche; il terreno; lo spettro elettromagnetico delle aree di operazioni e delle aree d'interesse.

### Guerra biologica
La guerra biologica, conosciuta anche come guerra batteriologica, è l'uso di ogni organismo (batterio, virus, o altro organismo patogeno) o tossina — reperibile in natura — come arma da guerra. È volta a neutralizzare o ad uccidere l'avversario. Può anche definirsi come l'impiego di agenti biologici per produrre perdite fra gli uomini o fra gli animali e danneggiare piante o materiali; oppure la difesa contro tale impiego.

### Network-centric warfare
La network-centric warfare è una nuova dottrina militare resa possibile dall'Era dell'informazione. Sistemi d'arma, sensori e centri di comando e controllo  sono progressivamente sempre più connessi attraverso reti di comunicazione ad alta velocità. Questa dottrina è legata al dibattito che nei paesi anglofoni va sotto il nome di Revolution in Military Affairs.
Nell'ambito militare USA, la rete sovraordinata che consente praticamente questa strategia è denominata Global Information Grid (GIG).

### Guerra chimica
La guerra chimica è la tipologia di guerra (nonché, segnatamente, le operazioni militari connesse) in cui ci si giova delle proprietà tossiche di sostanze chimiche per uccidere, ferire o neutralizzare un nemico.

### Guerra elettronica
La guerra elettronica annovera pratiche prevalentemente "non violente" usate per lo più in appoggio di altre branche belliche. Il termine era stato originariamente coniato per ricomprendere l'intercettazione e la decodifica delle comunicazioni radio nemiche, e di converso le tecnologie di comunicazione ed i metodi crittografici usati per prevenire siffatta intercettazione, oltre al già ricordato jamming, all'"invisibilità radio", ed altre tematiche collegate. Nello scorcio del XX secolo, e nei primi anni del successivo, questa nozione si è espansa fino a coprire un ampio spettro di ambiti: l'uso, l'individuazione ed il contrasto all'individuazione di sistemi radar e sonar, il computer hacking, la guerra spaziale e così via.

### Guerra di quarta generazione
La guerra di quarta generazione (4GW in acronimo) è un concetto definito da William S. Lind e sviluppato da Thomas X. Hammes, per indicare la natura "decentralizzata" della guerra moderna. La definizione più semplice comprende ogni guerra in cui uno dei partecipanti principali non sia uno stato, ma piuttosto un network ideologico violento. Le guerre di quarta generazione si caratterizzano per il dissolversi dei confini concettuali tra guerra e politica, soldato e civile, pace e conflitto, campo di battaglia e paese neutrale. Anche se questo concetto è affine a quelli già richiamati di terrorismo e di guerra asimmetrica, nello specifico si tratta di una nozione molto più ristretta. Le insurrezioni "classiche" e le Guerre indiane sono esempi di guerre pre-moderne, non già di "4GW". Di solito la guerra di quarta generazione si sostanzia nel gruppo di insorti o nella fazione "non-statuale" che tenta di affermare la propria forma di governo o di "restaurare" un vecchio governo al posto di quello che attualmente possiede il territorio interessato dalle "operazioni 4GW". La dissolvenza dei confini (già accennata) tra stato e non-stato è ulteriormente complicata in una democrazia dai mezzi di comunicazione di massa.

### Guerra terrestre

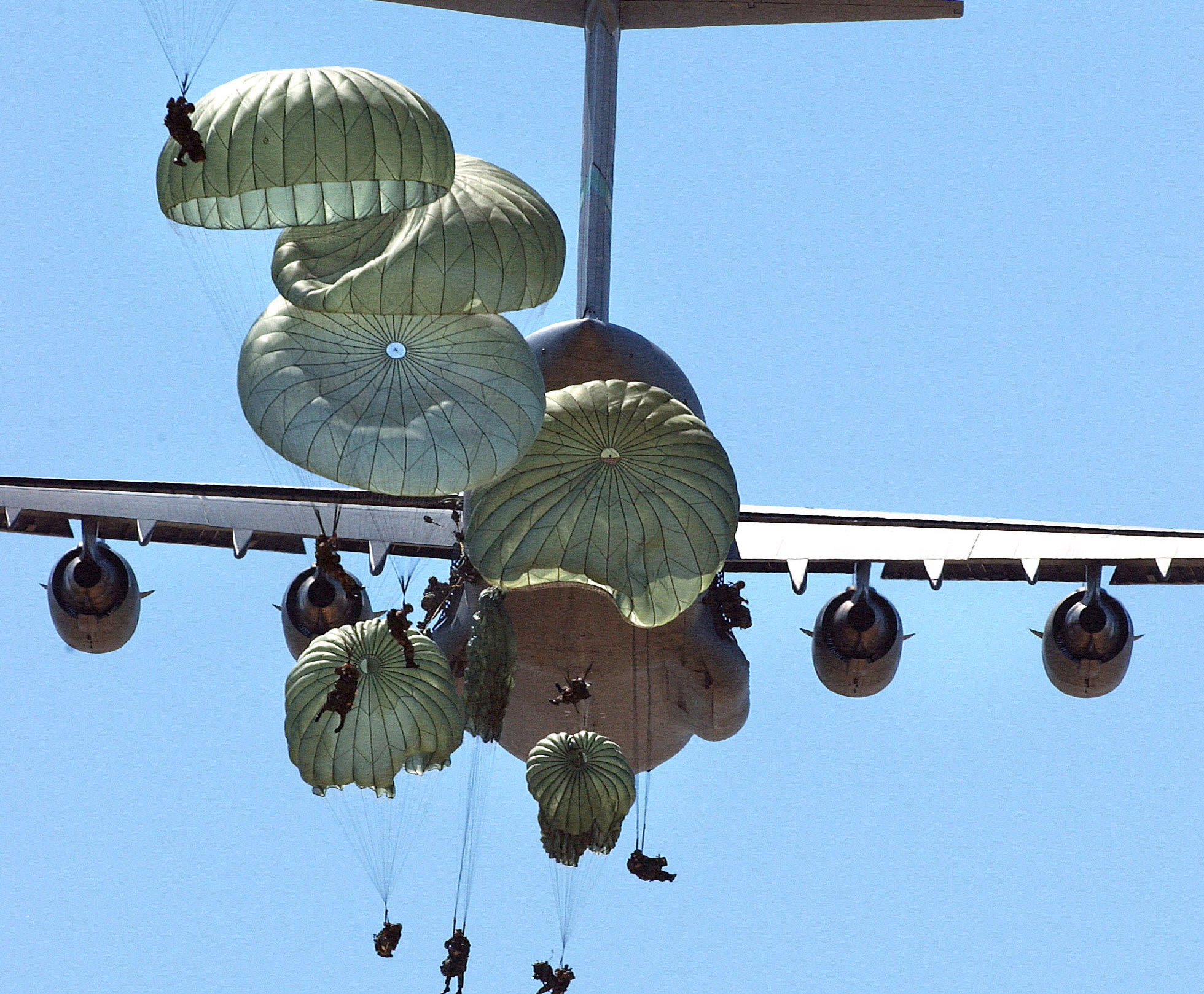
Paracadutisti USA si lanciano da un McDonnell Douglas C-17 Globemaster III nel corso di un'esercitazione.

La guerra terrestre interessa tre diversi tipi di unità militari: fanteria, truppe corazzate, artiglieria.
La fanteria, al giorno d'oggi, ricomprende sia la fanteria meccanizzata, sia 
le truppe aviotrasportate. Il fante, che di norma imbraccia un fucile o una pistola mitragliatrice, è l'elemento costitutivo di ogni esercito.

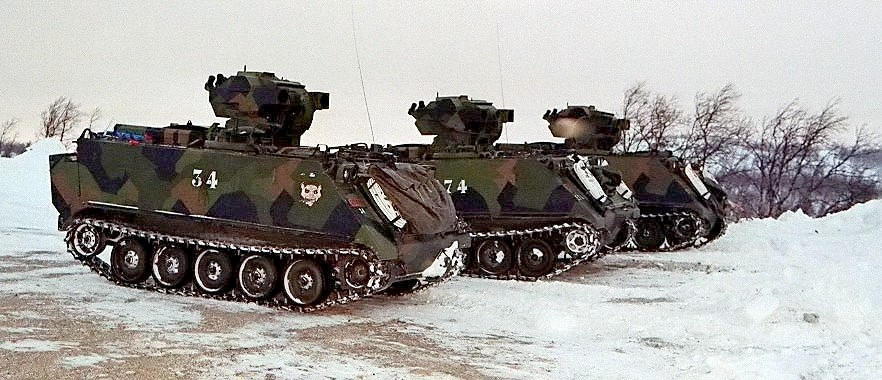
Tre blindati controcarro NM142 norvegesi.

La guerra corazzata attuale coinvolge diversi tipi di veicoli corazzati da combattimento, sia per la battaglia in senso stretto, sia per compiti di appoggio.
L'artiglieria moderna è caratterizzata dai suoi grossi calibri, dal fatto di sparare proiettili esplosivi, dalle dimensioni dei "pezzi" o sistemi d'arma, che richiedono modalità di trasporto e di affusto del tutto specializzate.

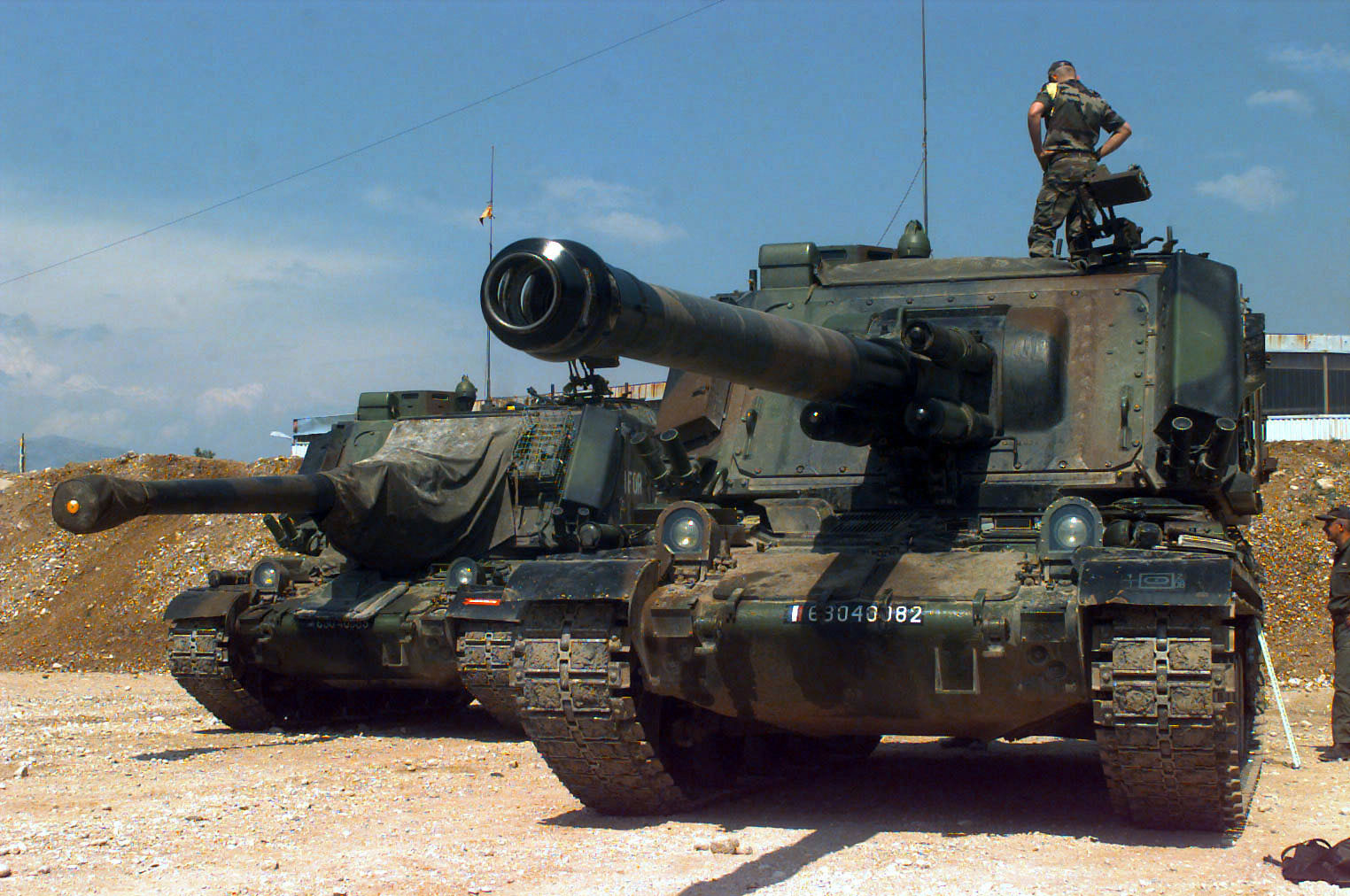
Due semoventi d'artiglieria francesi Giat 155mm GCT.

 Sotto l'"etichetta" artiglieria ritroviamo non solo il classico cannone, ma pure l'obice, il mortaio e vari tipi di artiglieria campale, compresi alcuni lanciarazzi.
Per tradizione, non si annoverano nell'artiglieria i proiettili dotati di sistema di guida interno, benché alcuni reparti di artiglieria adoperino missili terra-terra. Progressi recenti nei sistemi di guida per munizioni di piccolo calibro hanno permesso la realizzazione di proietti d'artiglieria di grosso calibro con testata per la guida di precisione, rendendo di conseguenza molto incerta la tradizionale distinzione prima enunciata.

### Guerriglia

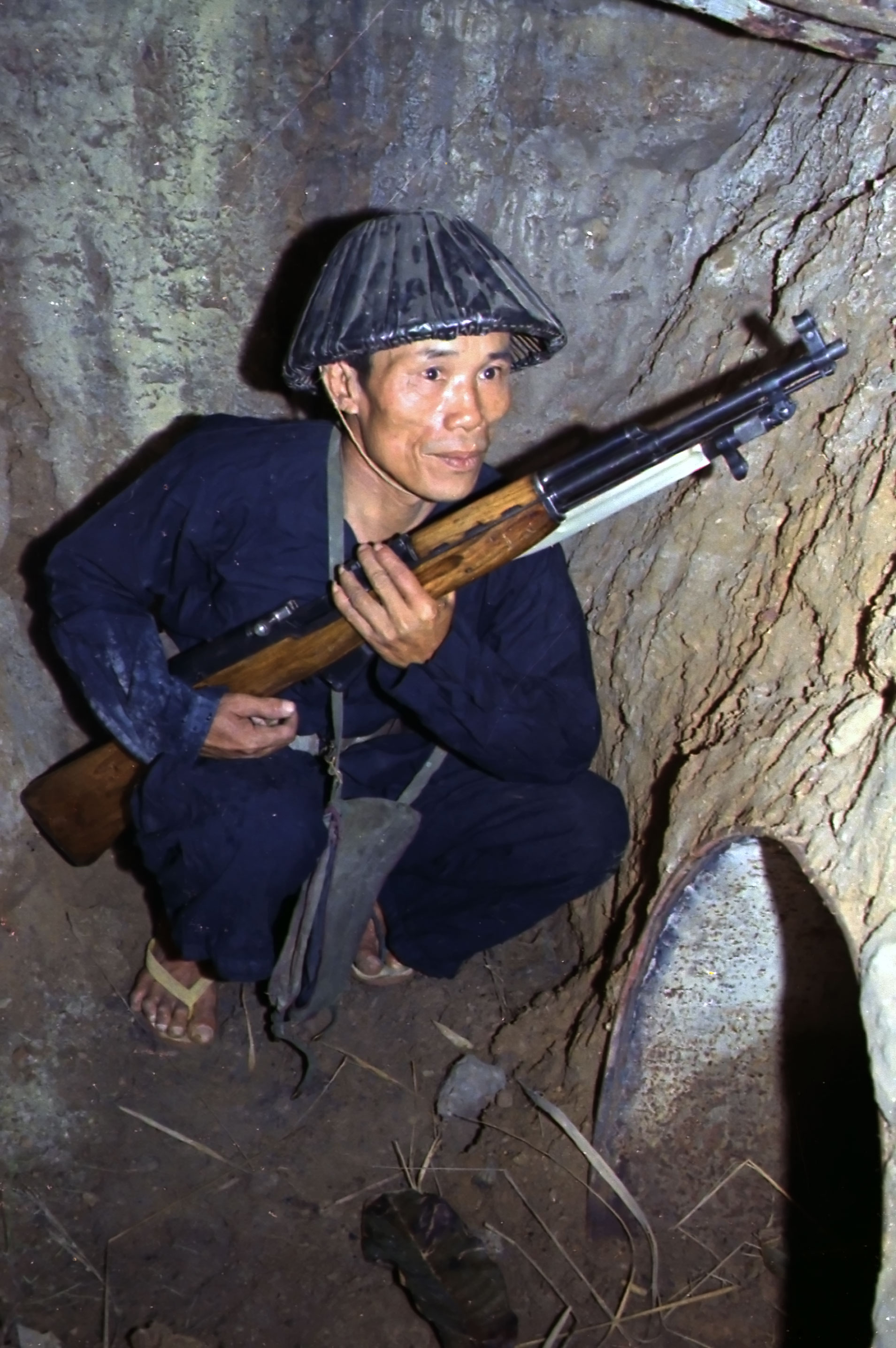
1968, Guerra del Vietnam. Un vietcong nascosto in una grotta, con la sua carabina Simonov SKS.

Si definisce guerriglia il combattimento di gruppi di irregolari (guerriglieri) in aree occupate dal loro nemico. Quando i guerriglieri rispettano le regole del diritto internazionale dei conflitti armati, avrebbero titolo – in caso di cattura – allo status di prigionieri di guerra; tuttavia sono spesso passati per le armi da chi li abbia catturati. La tattica di guerriglia privilegia la sorpresa e l'imboscata, piuttosto che lo scontro campale, ed ha maggiori probabilità di successo nei terreni accidentati ed irregolari, con il sostegno di una popolazione solidale, che spesso la guerriglia tenta di sottomettere o dominare facendo ricorso alla propaganda, alla contro-informazione, quand'anche non al terrorismo vero e proprio. La guerriglia ha svolto un ruolo di spicco nella storia contemporanea, segnatamente per quanto riguarda i vari movimenti di liberazione comunisti nel Sudest asiatico e non solo. La guerriglia, peraltro, era già stata la principale tattica adottata dai coloni americani nella loro guerra d'indipendenza contro la Gran Bretagna (1775-1780).
I guerriglieri sono costretti ad affidarsi ad armi facilmente reperibili, di "fascia bassa" per tecnologia e costo. Tipicamente, nell'arsenale della guerriglia troveremo probabilmente AK-47, RPG (lanciarazzi) e ordigni "di circostanza".
Com'è agevole intuire, il principale svantaggio della dottrina sottesa alla guerriglia è l'intrinseca impossibilità di avvalersi di equipaggiamenti più progrediti, a causa di vari problemi socio-economici connaturati all'idea stessa di guerriglia. Essa deve pertanto ricorrere a piccole unità ed alla tecnica del "mordi e fuggi". Tale situazione porta ai già ricordati fenomeni dei conflitti a bassa intensità e della guerra asimmetrica.

### Guerra dell'informazione
È un tipo di guerra in cui l'informazione, gli attacchi all'informazione ed ai suoi sistemi sono usati come strumento bellico. Ne sono esempi gli sniffer elettronici che sconvolgono le reti di trasferimento di denaro, o i segnali delle stazioni radio-televisive. L'"inquinamento" di detti segnali può consentire il dispiego di campagne di disinformazione.

### Guerra navale

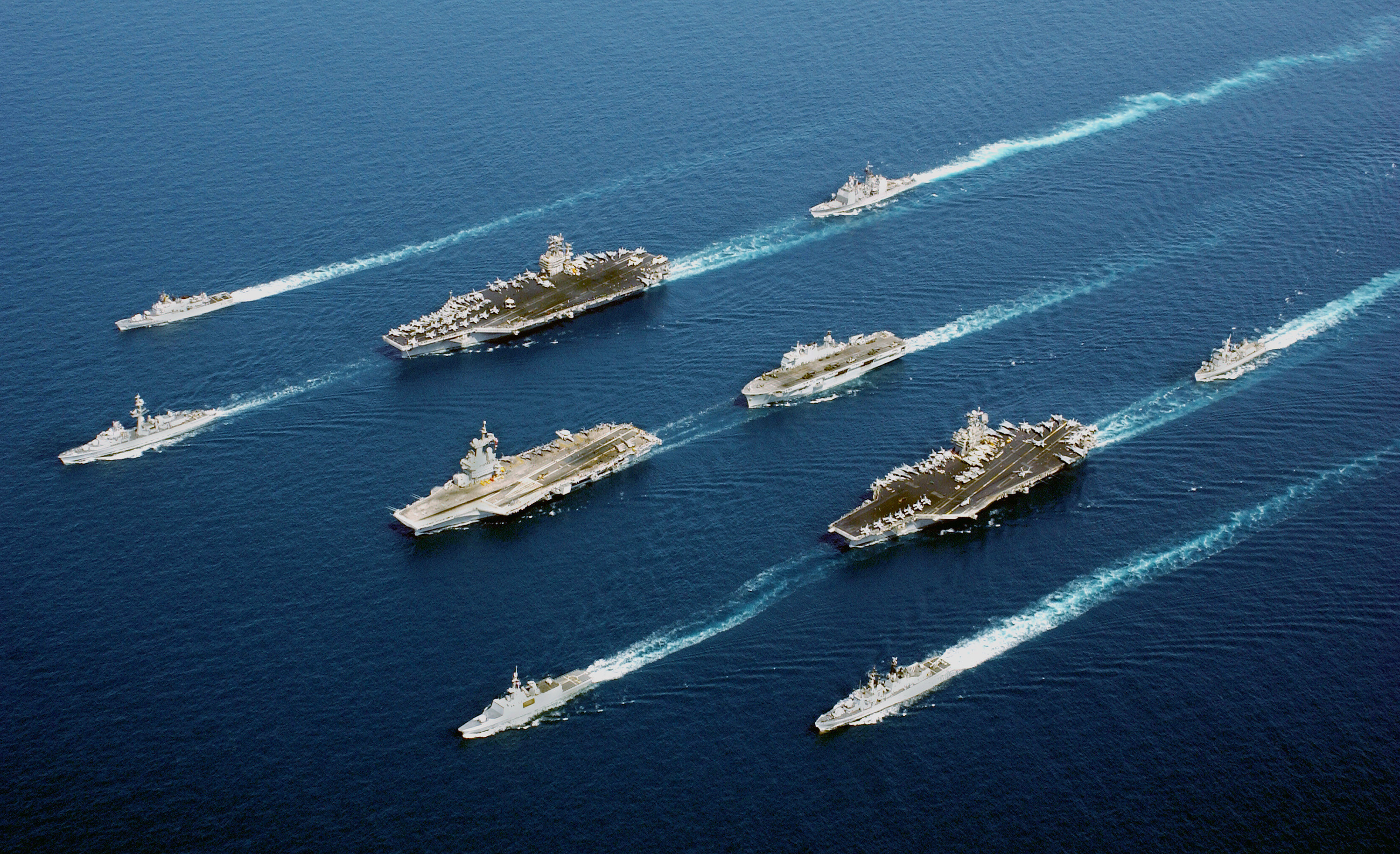
2002. Operazione Enduring Freedom. Schierate su quattro colonne discendenti, da sinistra a destra: Maestrale (F 570), De Grasse (D 612); USS John C. Stennis (CVN 74), Charles De Gaulle (R 91), Surcouf (F 711); USS Port Royal (CG-73), HMS Ocean (L 12), USS John F. Kennedy (CV 67), Hr. Ms. Van Amstel (F 831); e Durand de la Penne (D 560). Le navi stanno eccezionalmente viaggiando di conserva ad una distanza reciproca inferiore a quella prevista.

La guerra navale è la guerra che si svolge in mare aperto. Di norma, solo le grandi potenze hanno marine adatte a questo tipo d'impiego. Le forze navali moderne usano principalmente queste tipologie di navi per il combattimento: portaerei, sottomarino, fregata, incrociatore e cacciatorpediniere. Di conseguenza hanno a disposizione un versatile spettro di attacchi, in grado di colpire bersagli a terra, in cielo, o altri vascelli in navigazione.
La maggior parte delle marine moderne può contare su un vasto contingente aereo di appoggio, messo in campo dalle portaerei. Nella seconda guerra mondiale venivano impiegate vicino alla coste piccole imbarcazioni (torpediniere variamente denominate negli acronimi delle singole forze nazionali). Da ciò si sviluppò, nella guerra del Vietnam, la guerra fluviale (la cosiddetta "marina delle acque brune") sotto costa e in prossimità dei fiumi. La guerra "irregolare" renderà probabilmente più comune il ricorso a questo stile di combattimento in futuro.
Nella guerra navale, ancor di più che nella guerra aerea, è evidente la rischiosità dell'approccio convenzionale delle flotte "blue water", basate su grandi navi e carrier group, contro flotte più leggere, meno complesse e intenzionate a rieditare la dottrina della Jeune Ecole rivisitata e corretta.
Infatti qualunque nave da guerra moderna può essere affondata da uno o due siluri, o un pari numero di mine (queste ultime armi estremamente economiche e disponibili anche a soggetti non statuali), oppure da alcuni missili anti nave aviolanciati o lanciati da imbarcazioni e postazioni costiere. In pratica il sommergibile e la motovedetta lanciamissili sono oggi in grado di affondare qualsiasi unità navale, incluse le navi capitale, se solo le condizioni operative li favorissero (per esempio non facendoli scoprire prima dell'attacco). Il potenziale del sommergibile è stato sempre ben compreso dalle marine occidentali, mentre il valore delle unità leggere viene generalmente apprezzato solo dalle piccole marine (dall'Iran ad Israele) e dagli Stati dell'ex patto di Varsavia. Inoltre mentre esistono costosi e relativamente efficienti (anche se spesso inefficaci) sistemi anti missile, non esiste alcuna difesa valida contro i siluri e l'azione di sminamento è ancora molto costosa e complessa, sia pure aiutata dalla comparsa degli elicotteri.
Inoltre la maggior parte delle unità moderne è molto vulnerabile agli incendi e quindi ai razzi d'artiglieria della difesa costiera, o anche a barchini esplosivi, permettendo ad una forza navale-terrestre-aerea piccola ma ben integrata e moderna, con buone risorse di C4I di difendersi anche da flotte sulla carta molto più potenti. Soprattutto se il tratto di mare da difendere è ricco di passaggi obbligati (come ad esempio il Golfo Persico, dominato dalla piccola marina iraniana con la sua flotta di navi zanzara e piccoli/medi sottomarini).
La comparsa di unità invisibili o poco visibili ai radar potrà forse ridare alla marina di superficie una centralità che attualmente è solo apparente (con i sottomarini nel ruolo di uniche unità realmente adeguate), anche se questo fatto potrebbe a sua volta favorire le imbarcazioni leggere (motosiluranti riedite, lanciamissili leggere, corvette, fregate leggere) contro le imbarcazioni più oceaniche e tipiche delle maggiori marine (incrociatori, portaerei, super-portaerei, unità d'assalto anfibio, caccia torpediniere). Restail fatto che, per la prima volta nella storia, tra la fine dell'800 e l'inizio del '900, grazie ai siluri prima ed ai missili anti nave poi, è stato possibile per qualunque unità navale distruggere qualunque altra unità navale, e quindi è possibile per una piccola nave di poche centinaia (o decine) di tonnellate, nelle condizioni ideali, affondare una unità di superficie avversaria di decine di migliaia di tonnellate di dislocamento. Solo le unità maggiori però possono davvero agire come unità multiruolo, contrastando non solo le navi nemiche, ma anche gli aerei ed i sommergibili, ed è per questo motivo che la NATO (ed in parte anche l'ex patto di Varsavia) investirono moltissimo in grandi navi di superficie moltiruolo, altrimenti inutili nel combattimento anti nave.

### Guerra nucleare

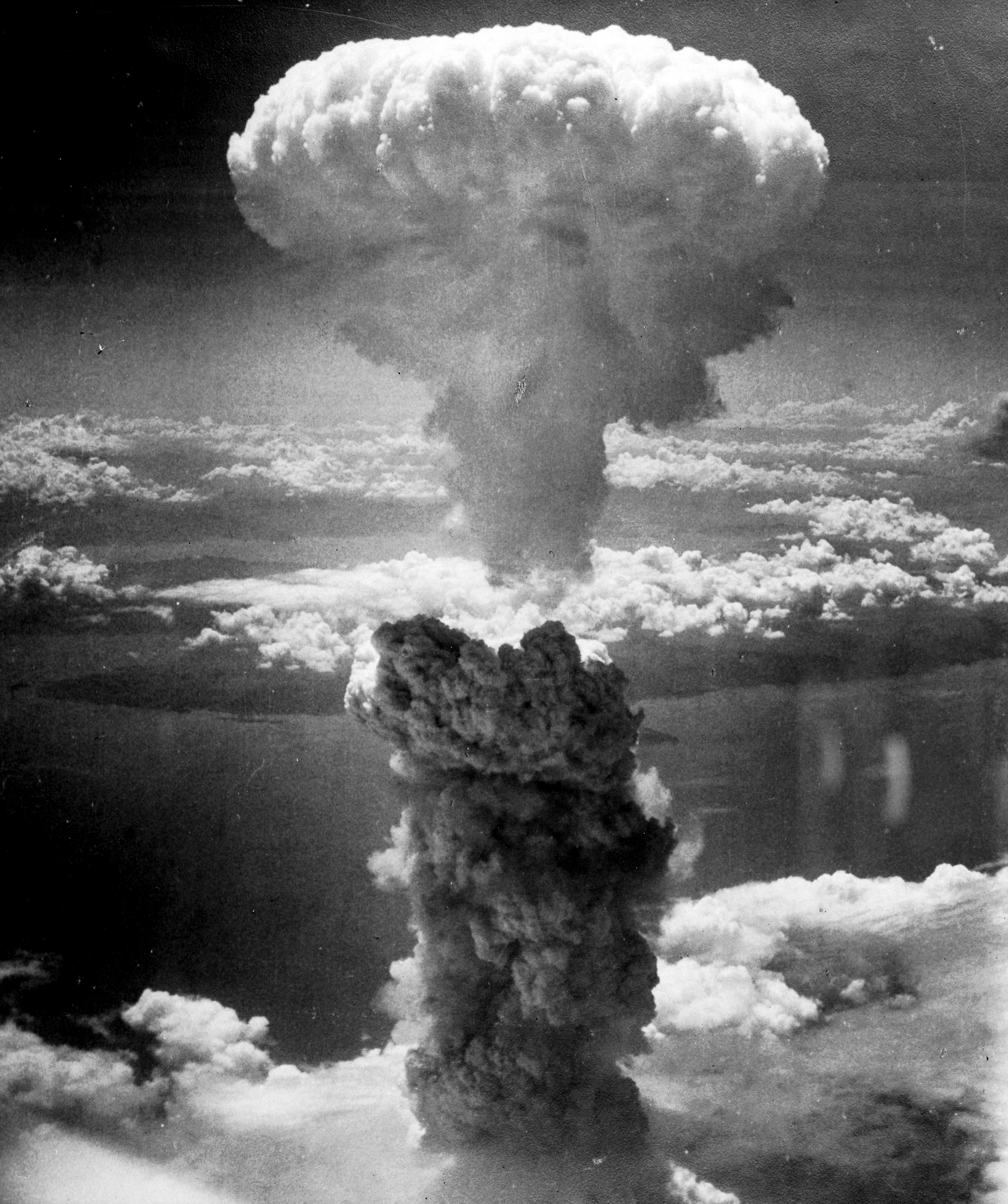
9 agosto 1945. Il "fungo atomico" di Nagasaki.

La guerra nucleare è il conflitto fondato sull'impiego di ordigni atomici. In realtà, vi sono due tipi di guerra che possono rientrare in questa categoria logica. In una guerra nucleare limitata, si usa un piccolo numero di armi in uno scambio tattico di colpi aventi a bersaglio principale le forze militari nemiche. In una guerra nucleare di vasta scala, si usa un gran numero di bombe atomiche per attaccare interi stati. Questo secondo tipo di conflitto colpisce tanto obiettivi militari quanto civili.

### Guerra psicologica
Si tratta dell'uso sistematico di propaganda ed altre azioni psicologiche preordinate soprattutto ad influenzare opinioni, emozioni, atteggiamenti di gruppi stranieri ostili, in modo propizio al raggiungimento degli obiettivi nazionali.

### Propaganda
Consiste di un insieme organico di messaggi tendenti ad influenzare opinioni e condotte di grandi masse di persone. Invece di fornire informazioni in modo imparziale, la propaganda essenzialmente presenta informazioni per influenzare il pubblico. La propaganda più efficace è spesso completamente veritiera (nei contenuti informativi propriamente detti), benché presenti i dati selettivamente per incoraggiare una particolare sintesi, o dia messaggi enfatizzati in modo che l'informazione somministrata susciti una reazione più emotiva che razionale.

### Guerra ombra
O "conflitto ombra" o anche "guerra di spie" si intende una serie di azioni, per lo più attentati verso obbiettivi strategici, eseguiti da una nazione verso l'altra senza nessuna rivendicazione da parte dei mandanti, che in ogni caso escludono qualsiasi collegamento. Si possono riferire a questa tipologia gli attentati da parte di Israele verso scienziati iraniani coinvolti nello sviluppo della tecnologia nucleare.

### Guerra spaziale
Si tratterebbe della guerra da combattersi fuori dall'atmosfera terrestre. I relativi strumenti dovrebbero comprendere sia armi "orbitali", sia "spaziali" in senso stretto. I bersagli spaziali di maggior conto dovrebbero annoverare sia i satelliti, sia piattaforme spaziali ad uso militare. Tutto ciò è in realtà futuribile, allo stato presente, poiché non si ha notizia dell'esistenza effettiva di "armi spaziali" come descritte.

### Guerra totale
È una locuzione coniata nel XX secolo per intendere una guerra in cui le nazioni impiegano la totalità delle proprie risorse per distruggere la capacità bellica di un'altra nazione. A ben guardare, la guerra totale si è praticata pressoché sempre, ma da metà Ottocento si è cominciato a considerarla una "classe" autonoma nella fenomenologia della guerra.
L'aspetto distintivo più evidente di tale peculiarità tassonomica va rilevato nel fatto che i conflitti contemporanei considerano sempre più "naturale" colpire civili e/o infrastrutture civili nel perseguimento della neutralizzazione bellica avversaria.
L'assunzione dei civili quali "bersagli legittimi o necessari" dell'attività offensiva è originata da due distinte teorie. Per la prima, quando un numero sufficiente di civili ha perso la vita, le fabbriche dovranno fermarsi. Per la seconda, un numero adeguato di perdite tra i civili determinerà una demoralizzazione così generalizzata nel paese avversario da impedirgli di continuare a combattere.

## Principali guerre moderne
- 1965 Guerra del Vietnam
- 1967 Guerra dei Sei Giorni
- 1970 Guerra d'Attrito
- 1971 Guerre indo-pakistane
- 1973 Guerra dello Yom Kippur
- 1979 Guerra sovietico-afghana
- 1980 Guerra Iran-Iraq
- 1982 Guerra del Libano
- 1982 Guerra delle Falklands
- 1987 Prima Intifada
- 1988 Prima guerra del Nagorno Karabakh
- 1990 Guerra del Golfo

- 1991 Guerre jugoslave
- 1994 Guerra civile in Ruanda
- 1994 Prima guerra cecena
- 1998 Guerra del Kosovo
- 1999 Seconda guerra cecena
- 2000 Seconda Intifada
- 2001 Guerra in Afghanistan
- 2003 Guerra in Iraq
- 2006 Conflitto israelo-libanese
- 2008 Seconda guerra in Ossezia del Sud
- 2022 Guerra in Ucraina
- 2023 Guerra Israele-Hamas